# Мала Белаја
Мала Белаја (рус. Малая Бе́лая) малена је река која протиче преко територија Апатитског округа у централном делу Мурманске области, на крајњем северозападу Русије. Притока је језера Имандре и део басена реке Ниве и Белог мора.
Укупна дужина водотока је 17 km, док је површина сливног подручја око 82,8 km².
Река Мала Белаја извире у западном делу Хибинских планина, на обронцима планине Јудичвумчор између превоја Источни и Западни Петрелијус, на надморској висини од око 880 метара. Улива се у Имандру код села Хибини на надморској висини од 127 метара. Протиче кроз подручје обрасло четинарским шумама. Карактерише је велики пад и бројни брзаци.